# Ghanerao
 (décembre 2024).
Si vous disposez d'ouvrages ou d'articles de référence ou si vous connaissez des sites web de qualité traitant du thème abordé ici, merci de compléter l'article en donnant les références utiles à sa vérifiabilité et en les liant à la section « Notes et références ».
Ghanerao est un village du district de Pali, dans l’État du Rajasthan, en Inde. Sa population est de 7 650 habitants en 2011.
Le lieu est connu pour son fort.